# Abibatu Mogaji
Chánh Abibatu Mogaji, MFR, OON (tháng 10 năm 1917 – tháng 6 năm 2013) là một trùm kinh doanh ở Nigeria và là Chủ tịch Hiệp hội Phụ nữ và Đàn ông Thị trường Nigeria.

## Đầu đời và sự nghiệp
Bà sinh vào tháng 10 năm 1916 tại bang Lagos, Tây Nam Nigeria. Bà là mẹ của Nhà lãnh đạo quốc gia của Đại hội toàn dân tiến bộ và cựu Thống đốc bang Lagos, Asiwaju Bola Tinubu. Trước khi được bổ nhiệm làm Chủ tịch Hiệp hội Phụ nữ và Nam giới thị trường Nigeria, bà là lãnh đạo thanh nhạc của hiệp hội phụ nữ thị trường ở bang Lagos. Để ghi nhận những đóng góp của bà cho việc giao dịch ở Nigeria, cô đã được Chính phủ Liên bang Nigeria trao tặng các giải thưởng quốc gia. Bà cũng đã nhận được một số bằng tiến sĩ danh dự từ các trường đại học Nigeria được công nhận, chẳng hạn như Đại học Ahmadu Bello và Đại học Lagos.
Bà qua đời vào thứ bảy, ngày 15 tháng 6 năm 2013 ở tuổi 96 tại nhà riêng tại Ikeja, thủ đô của bang Lagos và được chôn cất tại Ikoyi Vaults và Gardens ở bang Lagos.

## Giải thưởng
- Lệnh của Cộng hòa Liên bang
- Lệnh của Nigeria